# ベガコーポレーション
株式会社ベガコーポレーションは、福岡県福岡市に本社を置く、インターネットにおける家具・インテリアの通信販売会社である。「LOWYA（ロウヤ）」を筆頭に、楽天市場、Yahoo!ショッピング、Amazonにて運営する。実店舗での販売を行わず、インターネット通信販売のみ事業を展開している。2016年、東証マザーズ上場。

## 役員構成
- 代表取締役 - 浮城智和
- 取締役 - 河端一宏
- 取締役 - 吉田裕紀
- 取締役監査等委員 - 池田浩之
- 取締役監査等委員 - 佐野俊明
- 取締役監査等委員 - 江口克哉

## 本社・事業所
本社
〒812-0038 福岡県福岡市博多区祇園町7-20 博多祇園センタープレイス4階
支社
〒105-7105 東京都港区東新橋1-5-2 汐留シティセンター5F ワークスタイリング内
店舗
- LOWYA
- LaLa Style
- sumicia
- BAROCCA

## 概要
2004年7月、福岡県北九州市若松区において家具・インテリア等のインターネット通信販売を目的とする会社として創業。
現在は、商品の開発からお届けまで一気通貫で行い、オンライン専業かつ直販の事業形態・D2C（Direct to Consumer）のビジネスモデルを展開。主要事業である「LOWYA（ロウヤ）」を中心としたインターネット通信販売事業を運営しており、自社運営サイトおよび大手ショッピングモールにて家具・インテリア等の販売を行っている。

## 商品
商品
座椅子やソファを筆頭にオリジナル家具・インテリアの開発を行っており、座椅子「ponel(ポーネル)」や着る毛布「Groony(グルーニー)」などがある。また2014年からは品質やデザイン性に富んだ北欧製家具や、家電の開発にも参入している。
開発ブランド
- 着る毛布Groony(グルーニー)
- 北欧家具Nörzy(ノージィ)
- デザイン家電Boltz(ボルツ)

## 沿革
- 2004年7月 - 有限会社ベガコーポレーション（資本金300万円）を北九州市若松区に設立。
- 2004年10月 - LOWYA Yahoo!ショッピング店をオープン。
- 2004年12月 - LOWYA 楽天市場店をオープン。
- 2005年8月 - 業務拡大に伴い、本社を北九州市小倉北区弁天町に移転。
- 2005年9月 - LOWYA Yahoo!オークション店をオープン。
- 2006年8月 - 業務拡大に伴い、本社を北九州市戸畑区境川（敷地120坪）に移転。
- 2006年10月 - LOWYA 旗艦店（自社の通販サイト）をオープン。
- 2007年6月 - 資本金を1,000万円に増資し、株式会社ベガコーポレーションに組織変更。
- 2007年10月 - 第三者割当増資を実施。資本金を4,000万円に増資。
- 2007年10月 - 株式分割（1:14）。
- 2009年2月 - 本社を北九州市小倉北区西港町に移転。
- 2009年3月 - 第5期年商6億円突破。
- 2009年4月 - 福岡支社を福岡市博多区祇園町に開設。
- 2010年1月 - Yahoo!ショッピングにて年間ベストストア２位を受賞（住まい・インテリア部門）。
- 2010年1月 - 楽天市場「ショップ・オブ・ジ・エリア」受賞。
- 2010年3月 - 第6期年商12億円突破。
- 2010年3月 - 月間アクセス数が全店舗で50万人を突破（月間150万以上のPVを記録）。
- 2010年11月 - 本社を北九州小倉北区西港町から福岡市博多区祇園町に移転。
- 2011年3月 - LOWYA 旗艦店で月間100万PV達成。
- 2011年3月 - 第7期年商20億円突破。
- 2011年9月 - 第三者割当増資を実施。10億円を調達。
- 2011年10月11日 - ジャフコが運営する有限責任組合から第三者割当増資により10億円を調達したことを発表[1]。
- 2012年2月 - 楽天市場「ショップ・オブ・ザ・イヤー2011」3位受賞。
- 2013年2月 - Yahoo!ショッピングにて年間ベストストア受賞（家具、インテリア部門）。
- 2013年2月 - 楽天市場「ショップ・オブ・ザ・イヤー2012 インテリア・寝具・収納ジャンル大賞」受賞。
- 2014年1月 - 楽天市場「ショップ・オブ・ザ・イヤー2013 インテリア・寝具・収納ジャンル大賞ダブルイヤー賞」受賞。
- 2014年3月 - Yahoo!ショッピングにて年間ベストストア受賞（家具、インテリア部門）。
- 2015年1月 - 楽天市場「ショップ・オブ・ザ・イヤー2014 インテリア・寝具・収納ジャンル大賞ダブルイヤー賞」受賞。
- 2015年3月 - Yahoo!ショッピングにて年間ベストストア受賞（家具、インテリア部門）。
- 2016年1月 - 楽天市場「ショップ・オブ・ザ・イヤー2015 インテリア・寝具・収納ジャンル賞」受賞。
- 2016年3月 - 東京支社・LOWYA東京ショールームを渋谷区恵比寿南に設立。
- 2016年6月 - 東京証券取引所マザーズに上場。
- 2016年9月 - Yahoo!ショッピング エリアアワード2016にて九州・沖縄エリアDIY・インテリアカテゴリ賞2位受賞。
- 2017年1月 - 楽天市場「ショップ・オブ・ザ・イヤー2016 インテリア・寝具・収納ジャンル賞」受賞。
- 2018年1月 - 楽天市場「ショップ・オブ・ザ・イヤー2017 ラ・クーポン賞」受賞。
- 2018年1月 - 楽天市場「ショップ・オブ・ザ・イヤー2017 インテリア・寝具・収納ジャンル賞」受賞。
- 2018年1月 - 楽天市場「ショップ・オブ・ザ・イヤー2017 総合賞10位」受賞。
- 2018年3月 - Yahoo!ショッピングにて年間ベストストア受賞（家具、インテリア部門）。
- 2018年9月 - Yahoo!ショッピング エリアアワード2018にて九州・沖縄エリアDIY・インテリアカテゴリ賞2位受賞。
- 2018年10月 - LOWYA東京ショールームをクローズ。
- 2018年12月 - 東京支社を港区北青山に移転。
- 2019年9月 - Yahoo!ショッピング エリアアワード2019にて福岡県 DIY・インテリアカテゴリ賞3位受賞。
- 2019年9月 - 楽天市場「ショップ・オブ・ザ・マンス2019年9月 インテリア・寝具・収納ジャンル賞」受賞。
- 2023年4月 - ブランド初となる実店舗LOWYA九大伊都店を福岡市にオープン。
- 2023年12月 - 直営店2号店として大阪府大阪市に「LOWYAなんばパークス店」をオープン。
- 2024年2月 - 直営店3号店として愛知県名古屋市に「LOWYA名古屋みなと店」をオープン。